# Конрад Целлер
Конрад Целлер (нім. Konrad Zeller; 9 вересня 1911, Шенталь — 24 січня 1996, Штутгарт) — німецький офіцер, майор резерву вермахту, оберстлейтенант резерву бундесверу. Кавалер Лицарського хреста Залізного хреста з дубовим листям.

## Біографія
З початком Другої світової війни призваний в армію як офіцера резерву та зарахований до 5-ї роти 380-го піхотного полку 215-ї піхотної дивізії, з 1940 року — командир 11-ї, з 1941 року — 10-ї роти. Учасник Французької кампанія та Німецько-радянської війни. З 1942 року — командир 3-го батальйону свого полку. В 1944 відзначився у боях на Ленінградському напрямку. У вересні-жовтні 1944 року — командир 435-го піхотного полку своєї дивізії.

## Нагороди
- Залізний хрест
  - 2-го класу (1 липня 1940)
  - 1-го класу (14 січня 1942)
- Штурмовий піхотний знак в сріблі
- Медаль «За зимову кампанію на Сході 1941/42»
- Німецький хрест в золоті (12 листопада 1942)
- Почесна застібка на орденську стрічку для Сухопутних військ (15 жовтня 1943)
- Лицарський хрест Залізного хреста з дубовим листям
  - лицарський хрест (5 січня 1944)
  - дубове листя (№495; 9 червня 1944)
- Нагрудний знак ближнього бою в бронзі